# کلوستر (نیوجرسی)
کلوستر (به انگلیسی: Closter) شهری در ایالت نیوجرسی کشور ایالات متحده آمریکا است که جمعیت آن در سرشماری سال ۲۰۱۰ میلادی، ۸٬۳۷۳ نفر بوده‌است.